# On the Verge
On the Verge, ou Sur le point au Québec, est une série télévisée américaine en douze épisodes d'environ 32 minutes créée, réalisée et scénarisée par Julie Delpy, en collaboration avec Mathieu Demy et David Petrarca, et diffusée depuis le 6 septembre 2021 en France sur la chaîne Canal+ et dans le reste du monde sur Netflix.

## Synopsis
À Los Angeles, quatre amies Justine, Anne, Ella et Yasmin âgée de quarante à cinquante ans, jonglent entre vie familiale et vie professionnelle.

## Fiche technique
Sauf indication contraire, les informations mentionnées dans cette section peuvent être confirmées par la base de données cinématographiques IMDb,  présente dans la section « Liens externes ».
- Titre original : On the Verge
- Création et réalisation : Julie Delpy, Mathieu Demy, David Petrarca
- Scénario : Julie Delpy, Alexia Landeau, Emily Rian Lerner
- Musique : Michael Penn
- Production : Canal+, The Film TV, Studio Canal, Netflix
- Distribution :Canal+ et Netflix
- Pays d'origine : France et États-Unis
- Langue originale : anglais
- Format : couleur
- Genres : comédie dramatique
- Durée des épisodes : 30 minutes
- Durée totale : 6 heures
- Date de première diffusion : 6 septembre 2021, sur Canal+ et Netflix

## Distribution

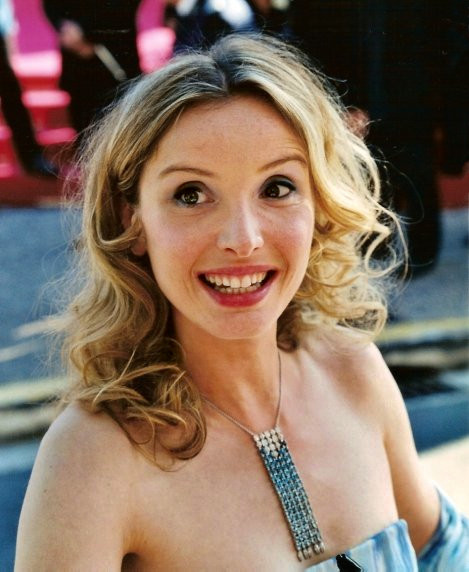
Julie Delpy
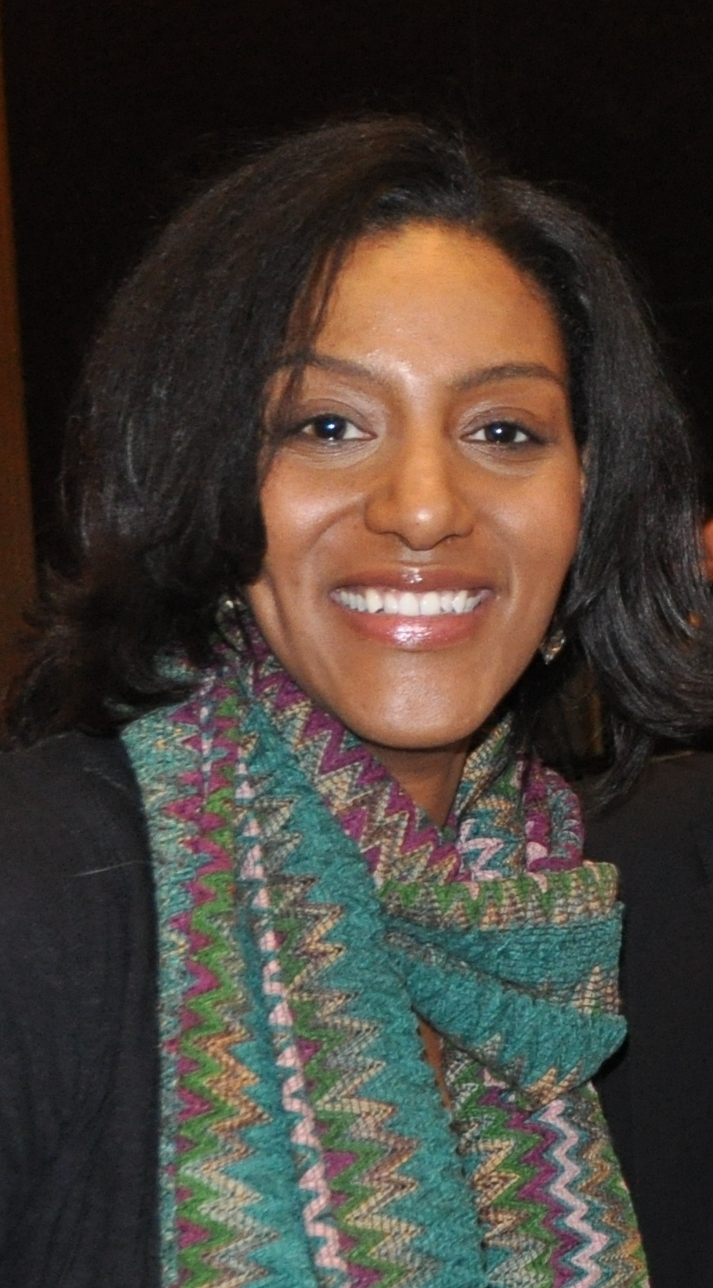
Sarah Jones
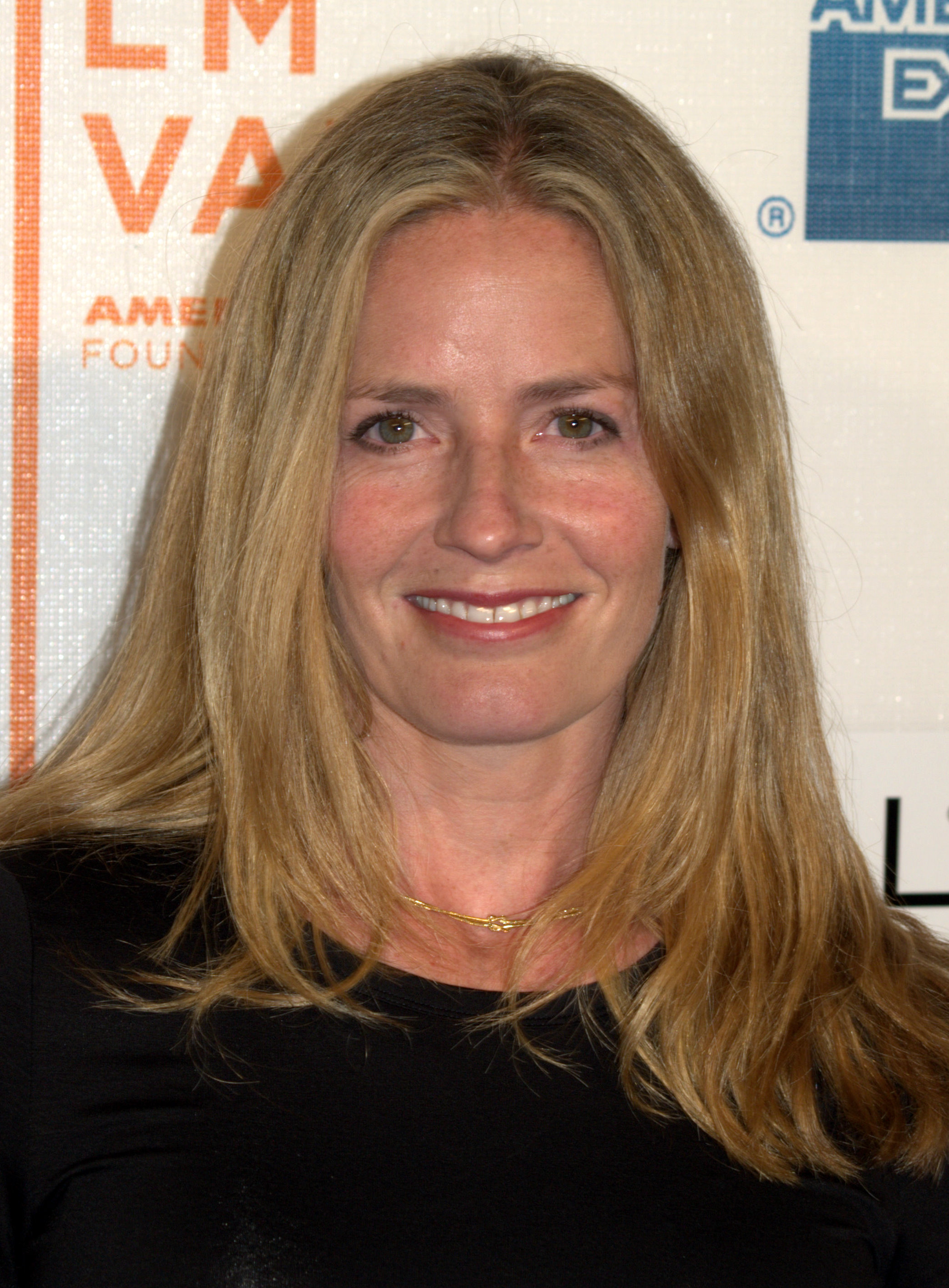
Elisabeth Shue
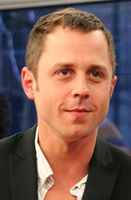
Giovanni Ribisi

### Rôles principaux
- Julie Delpy (VF : elle-même) : Justine
- Alexia Landeau (VF : Marie Chevalot) : Ella
- Sarah Jones III (en) (VF : Brigitte Berges) : Yasmin
- Elisabeth Shue (VF : Marjorie Frantz) : Anne

### Rôles secondaires
- Mathieu Demy : Martin, mari de Justine
- Timm Sharp : William, mari de Yasmin
- Troy Garity (VF : Stéphane Pouplard) : George, mari d'Anne
- Giovanni Ribisi (VF : Fabrice Josso) : Jerry
- Christopher Convery (VF : Emmylou Homs) : Albert, fils de Justine et Martin
- Daphne Albert : Sarah, fille ainée d'Ella
- Duke Cutler : Oliver, fils d'Ella
- Kai To (VF : Cécile Gatto) : Kai, dernier enfant d'Ella
- Jayden Haynes-Starr (VF : Vanessa Van-Geneugden) : Orion, fils de Yasmin et William
- Sutton Waldman (VF : Estelle Darazi) : Sebastian, fils d'Anne et George
- Ivan Shaw : Jeff
- Stefanie Powers : Sandra, mère d'Anne
- Patrick Duffy : Gene
Version française
  - Studios de doublage : VSI Paris - VSI Los Angeles[2]
  - Direction artistique : Fouzia Youssef-Holland
  - Adaptation : Françoise Monier

 Source et légende : version française (VF) sur RS Doublage

## Production

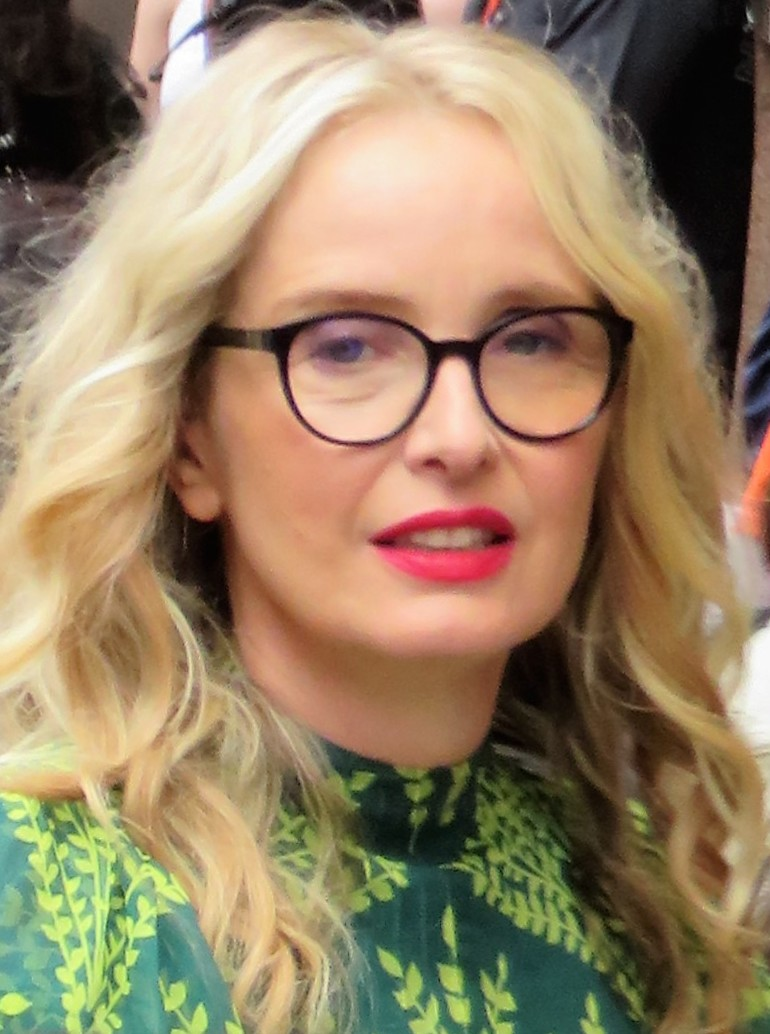
Julie Delpy, en 2019

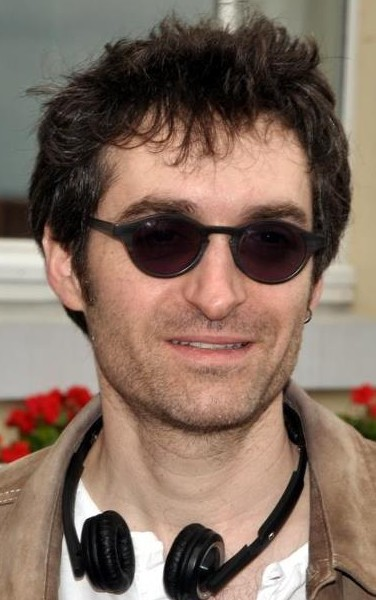
Mathieu Demy, en 2012

### Contexte
Le titre de la série est un clin d’œil au film Femmes au bord de la crise de nerfs, réalisé en 1988, par Pedro Almodóvar.
Julie Delpy envisage ce projet dès 2013. Désireuse de briser les clichés liés à ce qui est populairement nommé « crise de la quarantaine », elle affirme mettre un peu d'elle dans chacun des personnages et s'inspirer de ses amies et connaissances. Intéressée par l'exploration de cette tranche d’âge, elle met en scène « des femmes qui sont vibrantes, drôles, intenses, amoureuses, actives. Parce qu’il y a eu tellement d’histoires d’hommes épanouis qui font ce qu’ils veulent de leur vie, qui sont actifs, c’était agréable pour moi d’écrire des personnages qui sont des femmes actives, épanouies ».
Julie Delpy souligne qu'« on parle beaucoup des femmes dans la série, mais les personnages masculins ont tous une couleur particulière », la crise de la masculinité est scrutée en miroir de ces femmes au bord de la crise de nerfs.

### Développement
En janvier 2020, les plateformes Canal+ et Netflix s'allient pour la première fois et annoncent coproduire la série, une création de l’actrice franco-américaine Julie Delpy, qui suivra un groupe de femmes quadragénaires à Los Angeles, aux prises avec le célibat ou des relations compliquées.
Le 9 avril 2022, la série est annulée.

### Tournage
La série est tournée à Los Angeles, entre la première et la deuxième vague de la pandémie de Covid-19 aux États-Unis. La créatrice de la série réalise cinq épisodes, Mathieu Demy en réalise quatre et David Petrarca signe les trois épisodes restants.

## Diffusion
Après avoir été présentée quelques jours plus tôt, en avant-première, au Festival Séries Mania, On the Verge est diffusée le 6 septembre 2021, sur la plate-forme Canal+.

## Épisodes
1. Presque deux mois auparavant
2. Viva Italia !
3. Atchoum
4. Le Chat qui chia
5. Abonnés
6. Les Choses du passé
7. La Condition humaine
8. La Soirée
9. Frais !
10. Epilation de la moustache
11. Ce qui nous attend
12. Le Début de la fin

## Accueil

### Public
En octobre 2021, sur le site Allociné, la série reçoit une note moyenne de 2.6 sur 5, par les spectateurs.

### Presse
À sa sortie, le quotidien 20 Minutes qualifie la série de « dramédie aussi truculente que touchante », et salue sa « talentueuse » réalisatrice, qui mène à travers cette chronique chorale « une réflexion plus profonde sur le temps qui passe et l’usure du couple et signe une comédie jubilatoire sur des quinquas aussi rock’n’roll que des Millenials ».
Pour le quotidien Le Monde, la réalisatrice Julie Delpy « ne s’inscrit dans aucune case si ce n’est celle de l’indépendance, de la liberté qui n’est pas une posture mais une nécessité artistique » et « dissèque avec finesse et truculence le grand vertige qui saisit les femmes lorsqu’elles abordent la cinquantaine ».
FranceTvInfo salue « un regard caustique, sensible, où les dialogues font mouche sur quatre femmes de quarante ans aux États-Unis » et la qualifie de mini-série « à boire comme du petit lait. Des histoires d’aujourd’hui crues, sexy, qui se moque des points de vue américains et français et où tout le monde en prend pour son grade ».
Le magazine spécialisé Première perçoit quelques imperfections dans cette série qui réussit cependant à peindre une époque angoissée. Selon leur critique, si « le genre sériel semble pourtant d’abord mal convenir à l’humour décalé de Julie Delpy : oubliant la règle qui veut qu’un pilote installe une intrigue captivante, On The Verge met du temps à démarrer. Mais au fil des épisodes se développe une tonalité moderne qui capte un sentiment d’inquiétude contemporaine (la série a d’ailleurs été tournée en pleine pandémie). Avec ses parents qui se trouvent à des carrefours existentiels et ses adolescents soucieux de l’environnement et de l’avenir de la planète, ces familles dysfonctionnelles deviennent les attachants visages d’une époque de transition et débusque de belles pulsions vitales au cœur du chaos ».
Pour le magazine américain Forbes, cette « comédie facile à regarder, qui fonctionne plus comme un long film que comme une série », offre une vision différente des femmes d’âge moyen par rapport à des émissions comme Desperate Housewives, La série s'inscrit plutôt dans la lignée des séries américaines telles que Girls, Sex and the City ou à la série espagnole Valeria, en mettant en scène un groupe d’amies très soudé.